# Abdallah Ulega
 (septembre 2024).
Abdallah Hamis Ulega, né le 28 septembre 1979, un homme politique tanzanien et membre du parti politique Chama Cha Mapinduzi. .

## Biographie

### Enfance, éducation et formation
Abdallah Hamis Ulega, nait le 28 septembre 1979.

### Carrière
En 2015, Ulega devient député représentant Mkuranga. Il est le ministre adjoint de l'Élevage et de la Pêche, et est promu en février 2023 au poste de ministre,,.